# Плава Буба (филм)
Плава Буба (енгл. Blue Beetle) је суперхеројски филм из 2023. године, режисера Анхела Мануела Сотоа, заснован на истоименом лику DC Comics-а. Четрнаесто је остварење DC-јевог проширеног универзума, а главне улоге у филму тумаче Шоло Маридуења, Бруна Маркезине, Адријана Бараза, Дамијан Алказар, Раул Трухиљо, Сузан Сарандон и Џорџ Лопез. У филму, недавно дипломирани Хаиме Рејес стиче оклоп који му даје супермоћи након што га је случајно одабрала древна ванземаљска реликвија позната као Скарабеј.
Развој филма почео је крајем новембра 2018, када је најављено да ће Гарет Данет-Алкосер написати сценарио. Сото је заузео место режисера у фебруару 2021, а филм је требало да буде објављен на стриминг сервису HBO Max. Маридуења је добио главну улогу у августу, а у децембру је најављено да ће се филм приказивати у биоскопима. Остале улоге су подељене почетком 2022, а филм је сниман од маја до јула у Декејтуру у Џорџији, Ел Пасоу и Порторику.
Филм је премијерно приказан 15. августа 2023. у Ел Пасоу, док је у америчким биоскопима издат три дана касније. Добио је углавном позитивне рецензије критичара, али није остварио комерцијални успех, зарадивши 129 милиона долара широм света, по чему је најнеуспешнији филм DC-јевог проширеног универзума.

## Радња
У удаљеној тундри Антарктика, чланови Корд индустрије, предвођени суоснивачицом и извршном директорком компаније Викторијом Корд, лоцирају древни ванземаљски артефакт познат као Скарабеј.
У међувремену, Хаиме Рејес се враћа у свој родни град Палмера Сити након што је дипломирао на Правном факултету у Готаму, само да би сазнао да ће његова породица ускоро бити исељена из свог дома због финансијских потешкоћа. Хаимеова сестра Милагро успева да му нађе посао у Викторијиној вили. Међутим, обоје су отпуштени након што Хаиме прекине сукоб између Викторије и њене нећакиње Џени. Џени касније каже Хаимеу да се нађе са њом у Корд кули следећег дана како би разговарали о „прилици за посао”.
Следећег дана, Џени открива да Викторија користи Скарабеја за свој пројекат Армије од једног човека (ОМАК). Она краде Скарабеја и успева да избегне обезбеђење дајући га Хаимеу, скривеног у кутији за хамбургер. Код куће, Хаимеова породица га убеђује да отвори кутију са Скарабејом. Када га Хаиме дотакне, Скарабеј се активира и стапа са њим, затварајући га у оклопни егзоскелет.
Хаиме касније тражи одговоре од Џени, спасавајући је од Викторијиних оружаних снага. Она каже Хаимеу да је Скарабеј свесно оружје и да је добровољно изабрао Хаимеа да буде његов домаћин. Уз помоћ Хаимевог стрица Рудија, Хаиме и Џени проваљују у Корд кулу да би узели паметни сат који је некада припадао Џенином оцу Теду, али их напада Викторијин телохранитељ Игнасио Карапакс, који има ОМАК прототип уметнут у своје тело. Открива се да се Скарабеј зове Каџи-Да. Привремено преузима Хаимеово тело и бори се са Карапаксом. Руди и Џени помажу му да онеспособи Карапакса, а затим беже у Џенину кућу из детињства са Хаимеом.
Џени користи Тедов сат да активира његову тајну лабораторију и открива Хаимеу да је Тед некада био осветник познат по имену Плава Буба који је провео свој живот проучавајући Каџи-Да пре него што је мистериозно нестао, остављајући своју компанију у Викторијиним рукама. Када примете да Викторијин хеликоптер лети ка Хаимеовој кући, Хаиме призива Каџи-Да и враћа се да заштити своју породицу. Међутим, док беже, Хаимеов отац Алберто пада и умире од срчаног удара, одвраћајући Хаимеу пажњу и дозвољавајући Карапаксу да га ухвати. Хаиме је одведен у острвску тврђаву у близини Кубе, где је везан за машину која преузима информације са Каџи-Да у ОМАК оклопе. Док је без свести, Џејми види визију свог оца, који га охрабрује да прихвати своју судбину као нове Плаве Бубе. Хаиме се буди и бежи док се Карапаксово ОМАК одело активира и еволуира у моћнији облик.
Џени и породица Рејес користе Тедову летелицу у облику бубе и његов арсенал оружја да изврше напад на острво. Хаиме се поново налази са својом породицом, а затим наилази на Карапакса и бори се са њим. Хаиме скоро убије Карапакса пре него што му Каџи-Да открије да је Карапакса заробила Викторија за ОМАК експерименте, укључујући чињеницу да је она одговорна за смрт Карпаксове мајке, што доводи до тога да га Хаиме поштеди. Карапакс се окреће против Викторије и подешава своје ОМАК одело да експлодира, уништавајући острво, себе и Викторију као освету за своју мајку. Породица Рејес успе на време да побегне са острва.
Након тога, Џени постаје нови извршни директор компаније Корд индустрија и обећава да ће поправити штету нанету породици Рејес, помажући им да обнове свој дом. Док се комшије окупљају око остатака куће породице Рејес и пружају подршку, Хаиме љуби Џени, а затим нуди да је одвезе до имања Корд.
У сцени после одјавне шпице, изобличени снимак се емитује у Тедовој лабораторији, покушавајући да обавести Џени да је жив.

## Улоге
| Глумац          | Улога                                                  |
| --------------- | ------------------------------------------------------ |
| Шоло Маридуења  | Хаиме Рејес / Плава Буба                               |
| Адријана Бараза | Нана                                                   |
| Дамијан Алказар | Алберто Рејес                                          |
| Елпидија Кариљо | Росио Рејес                                            |
| Бруна Маркезине | Џени Корд                                              |
| Раул Трухиљо    | Игнасио Карапакс / ОМАК                                |
| Сузан Сарандон  | Викторија Корд                                         |
| Џорџ Лопез      | Руди Рејес                                             |
| Белиса Ескобедо | Милагро Рејес                                          |
| Харви Гиљен     | др Хосе Франсиско Моралес Ривера де ла Круз / „Санчез” |
| Беки Џи         | Каџи-Да (глас)                                         |